# Abednigo Ngcobo
Abednigo Ngcobo noto con il soprannome Shaka o Chaka e, dopo il suo soggiorno in Uruguay anche come Valdez (Durban, 10 maggio 1960 – Alexandra, 1º novembre 2014) è stato un calciatore sudafricano, di ruolo attaccante.

## Caratteristiche tecniche
Era un attaccante, adattabile anche sulle fasce, abile nel dribbling e con la palla, veloce e poteva segnare con entrambi i piedi. Durante la sua militanza con gli Chiefs, con il supporto dei tecnici della squadra e del presidente-calciatore Kaizer Motaung, migliorò tecnicamente, riuscendo a gestire meglio la sua velocità.
Nel suo ultimo anno di attività, a causa di alcuni problemi al ginocchio, si spostò in difesa, giocando come terzino sinistro. Era uno dei migliori attaccanti sudafricani.

## Carriera
Iniziò la carriera nei Zulu Royals e poi negli African Wanderers. Nel 1972 viene notato in un incontro contro i Kaizer Chiefs, nel quale segnò 6 reti e Ewert Nene, dirigente della squadra avversaria provvide così ad ingaggiarlo immediatamente.
Negli anni della sua militanza con gli Chiefs ha vinto cinque campionati sudafricani.
Nel 1975 fu tra i protagonisti della sfida storica tra Kaizer Chiefs e l'Hellenic, che si affrontarono nella finale della Chevrolet Champions of Champions, uno dei pochi tornei multietnici del Sudafrica dell'epoca. L'Hellenic era una squadra formata da solo giocatori bianchi, mentre l'Amakhosi era composta da soli giocatori neri. La squadra di Città del Capo vinse la prima partita per 4-0, mentre gli Chiefs si imposero nella gara di ritorno 2-1, grazie ai gol di Motaung e Ngcobo e, questa fu la prima volta in Sudafrica che una squadra “nera” batteva una squadra “bianca”.
Nel 1979 verrà scelto come giocatore sudafricano dell'anno. Militerà, ad esclusione di tre esperienze in America, con gli Chiefs fino al 1984, anno del suo ritiro dall'attività agonistica, dovuto ad alcuni problemi al ginocchio.
Nel 1976 segue i Dynamos nel loro ricollocamento a Minneapolis, che darà origine ai Minnesota Kicks. Nella stagione 1976 Ngcobo con la sua squadra raggiungerà la finale della competizione, nella quale non fu però impiegato, persa per 3-0 contro i Toronto Metros-Croatia.
Nel 1980 si trasferì in Uruguay per giocare nel Peñarol, non riuscendo però ad imporsi nel fisico gioco locale e lasciando così il club Carboneros a fine anno dopo un terzo posto nella Primera División Uruguaya 1980.

## Palmarès
- Campionato sudafricano: 5

Kaizer Chiefs: 1974, 1977, 1979, 1981, 1984